# União das Freguesias de Águeda e Borralha
União das Freguesias de Águeda e Borralha, kurz Águeda e Borralha, ist eine Gemeinde (Freguesia) der portugiesischen Stadt Águeda.
Die Gemeinde entstand am 29. September 2013 im Zuge der administrativen Neuordnung in Portugal aus dem Zusammenschluss der Stadtgemeinde Águeda und der Gemeinde Borralha.
Auf einer Fläche von 36,03 km² leben 13.576 Einwohner (Stand: 30. Juni 2011).